# Мулк Радж Ананд
Му́лк Ра́дж А́нанд (*12 грудня 1905, Пешавар — †28 вересня 2004, Пуне) — індійський письменник і громадський діяч. Закінчив Пенджабський університет.

## Літературна діяльність
У романах
- «Недоторканний» (1935),
- «Село» (1939),
- «Меч і серп» (1942),
- «Велике серце» (1944),
- «Особисте життя індійського князя» (1953) та ін., у численних повістях і оповіданнях змалював життя трудящих Індії, пробудження їхньої національної свідомості, прагнення до боротьби проти колонізаторів. У 1937 перебував в Іспанії. В публіцистичних творах цього періоду виявив себе як полум'яний антифашист. Ананд — знавець фольклору, уклав збірку «Індійські народні казки».

## Відзнаки і нагороди
- Міжнародна премія Миру, 1953

## Твори
- Укр. перекл. — Оповідання. К., 1956;
- Рос. перекл. — Избранное. М., 1955; Два листка и почка. М., 1957.